# Centaurea vlachorum
Centaurea vlachorum là một loài thực vật có hoa trong họ Cúc. Loài này được Hartvig mô tả khoa học đầu tiên năm 1982.